# Araméen samaritain
Ne doit pas être confondu avec Hébreu samaritain.
L'araméen samaritain ou samaritain est une variante de la branche occidentale de l'araméen moyen, langue appartenant à la famille des langues sémitiques. Langue vivante pendant plusieurs siècles en Palestine, il n'est plus aujourd'hui qu'une langue cultuelle et religieuse pour les Samaritains qui utilisent l'arabe et l'hébreu comme langues quotidiennes.

## Histoire
L'histoire de l'araméen samaritain peut être divisée en trois périodes :
- la période ancienne (IVe siècle av. J.-C.-VIIIe siècle apr. J.-C.). Pendant cette période, le samaritain est la langue parlée et écrite. C'est de cette période que datent les productions majeures de la littérature samaritaine.
- la période intermédiaire (IXe siècle-XIIIe siècle). Pendant cette période, le samaritain se réduit peu à peu au rôle de langue littéraire. L'arabe devient la langue courante.
- La période récente (du XIIIe siècle à nos jours). Le samaritain devient une langue morte, incompréhensible pour la plupart des Samaritains. Une nouvelle langue littéraire se forme qui emprunte également à l'hébreu. Cette langue littéraire hybride hébréo-araméenne subit également l'influence de l'arabe.

## Phonétique
Au cours de son évolution, le système consonantique samaritain s'est fortement simplifié. Les 22 signes de l'alphabet ne notent plus que 20 consonnes (lecture actuelle des Samaritains).
Il existe 17 voyelles qui peuvent être classées en trois catégories :
- les brèves,
- les longues,
- les très longues.

## Lexique
Le vocabulaire fondamental de l'araméen samaritain est commun à toutes les variantes de l'araméen occidental. Il y a cependant une forte influence des langues hébraïque et arabe.